# Elephas
Elephas – rodzaj ssaków z rodziny słoniowatych (Elephantidae).

## Zasięg występowania
Rodzaj obejmuje jeden żyjący współcześnie gatunek występujący w południowej i południowo-wschodniej Azji.

## Morfologia
Długość ciała (włącznie z trąbą) 550–640 cm, długość ogona 120–150 cm, wysokość w kłębie samic 240–250 cm, samców 270–340 cm; masa ciała samic około 2720 kg (maksymalnie do 4160 kg), samców około 3600 kg (maksymalnie do 6000 kg).

## Systematyka
Rodzaj zdefiniował w 1758 roku szwedzki przyrodnik Karol Linneusz w książce swojego autorstwa Systema Naturae. Na gatunek typowy (oznaczenie monotypowe) wyznaczono słonia indyjskiego (E. maximus).

### Etymologia
- Elephas (Elephantus): gr. ελεφας elephas, ελεφαντος elephantos ‘słoń’[15].
- Euelephas: gr. ευ eu ‘dobry, typowy’; ελεφας elephas, ελεφαντος elephantos ‘słoń’[16]. Gatunek typowy: †Elephas planifrons Falconer & Cautley, 1845.
- Polydiskodon: gr. πολυς polus ‘dużo, wiele’; δισκος diskos ‘płyta, dysk’; οδους odous, οδοντος odontos ‘ząb’[17]. Gatunek typowy: nie podany.
- Leithadamsia: Andrew Leith Adams (1827–1882), szkocki zoolog[5]. Gatunek typowy: †Leith-Adamsia siwalikiensis Matsumoto, 1927 (= Elephas planifrons Falconer & Cautley, 1845).
- Hypselephas: gr. ὑψι hupsi ‘wysoko, w górze’[18]; ελεφας elephas, ελεφαντος elephantos ‘słoń’[19]. Gatunek typowy: †Elephas hysudricus Falconer & Cautley, 1845.
- Platelephas: gr. πλατυς platus ‘szeroki’[20]; ελεφας elephas, ελεφαντος elephantos ‘słoń’[19]. Gatunek typowy: †Elephas platycephalus Osborn, 1929.
- Phanagoroloxodon: Fanagoria (gr. Φαναγoρεια Phanagoreia) starożytne miasto, Półwysep Tamański, Cieśnina Kerczeńska; rodzaj Loxodon Falconer, 1857[8]. Gatunek typowy: †Phanagoroloxodon mammontoides Garutt, 1957.
- Protelephas: gr. πρωτος prōtos ‘pierwszy, przed’[21]; rodzaj Elephas Linnaeus, 1758. Gatunek typowy: †Elephas planifrons Falconer & Cautley, 1845.
- Eoelephas: gr. εως eōs lub ηως ēōs ‘wschód, świt’[22]; rodzaj Elephas Linnaeus, 1758. Gatunek typowy: †Elephas ekorensis Maglio, 1970.

### Podział systematyczny
Do rodzaju należy jeden występujący współcześnie gatunek:
- Elephas maximus Linnaeus, 1758 – słoń indyjski

Opisano również gatunki wymarłe:
- Elephas beyeri von Koenigwald, 1956[26] (Filipiny; plejstocen)
- Elephas chiai (Liu Jialong & Zhen Shuonan, 1981)[9] (Chińska Republika Ludowa)
- Elephas ekorensis Maglio, 1970[27] (Kenia; pliocen–plejstocen)
- Elephas hysudricus Falconer & Cautley, 1845[28] (Indie; plejstocen)
- Elephas hysudrindicus Dubois, 1908[29] (Jawa; plejstocen)
- Elephas iolensis Pomel, 1895[30] (Algieria; plejstocen)
- Elephas mammontoides (Garutt, 1957)[7] (Rosja)
- Elephas planifrons Falconer & Cautley, 1845[31] (Indie; pliocen)
- Elephas platycephalus Osborn, 1929[32] (Indie; pliocen-plejstocen).